# میناسانان
میناسانان یا کاسنی‌سانان یا راستهٔ گل مینا (Asterales) یکی از راسته‌ها در طبقه‌بندی گیاهی است.
برخی از گیاهان این راسته عبارت‌اند از:
- بومادران
- کاسنی
- گندواش
- بابونه گاوی
- خار مقدس
- پای خر
- توق